# Бостон (Вирџинија)
Бостон (енгл. Boston) насељено је место без административног статуса у америчкој савезној држави Вирџинија.

## Демографија
По попису из 2010. године број становника је 504.
| Група             | 2000.    | 2010.       |
| Белци             | 0 (0,0%) | 32 (6,3%)   |
| Афроамериканци    | 0 (0,0%) | 448 (88,9%) |
| Азијати           | 0 (0,0%) | 0 (0,0%)    |
| Хиспаноамериканци | 0 (0,0%) | 24 (4,8%)   |
| Укупно            | 0        | 504         |